# Xã Wayne, Quận Tuscarawas, Ohio
Xã Wayne (tiếng Anh: Wayne Township) là một xã thuộc quận Tuscarawas, tiểu bang Ohio, Hoa Kỳ. Năm 2010, dân số của xã này là 2.164 người.